# Edge (rappeur)
Pour les articles homonymes, voir Edge.
Edge, stylisé EDGE, est un rappeur français. Il commence à se forger un nom dans le monde du rap français dans le début des années 2020, notamment grâce à ses projets Off et Offshore qu'il réalise respectivement en 2020 et 2021.

## Biographie
Ayant grandi dans le 19° arrondissement de Paris, Edge s'imprègne d'une pluralité de styles musicaux, tel que le Rap et le Zouk. Cette pluralité se ressent au travers de son style musical, qu'il décrit comme étant éclectique.
Il côtoie l'univers des studios d'enregistrements et de la production musicale depuis presque 10 ans, puisqu'il est un membre du collectif Grande-Ville. C'est finalement en 2017 que le rappeur entame sa carrière, en tant que rappeur auteur-interprète.
C'est par la suite qu'il crée, avec son producteur/ingénieur Johnny Ola, son propre label: le label Goldstein Records. C'est en 2020 qu'il sort un premier projet, en préparation depuis le début de sa carrière dans le rap,; une mixtape rassemblant au total 11 singles , dans lesquels il effectue deux singles en collaborations avec les rappeurs Robdbloc et Esso Luxueux. La même année, il concrétise des collaborations avec les artistes Jazzy Bazz et Deen Burbigo.
En 2021, il propose un projet monté en commun avec les artistes Jazzy Bazz et Esso Luxueux intitulé Private Club et composé d' 11 singles.
Dans la même période, il monte son second projet indépendant, nommé Offshore, qui sortira finalement la même année. Celui-ci rassemble en tout 14 titres, avec en son sein 5 collaborations, avec les rappeurs Alpha Wann, La Fève, Jäde, Enfantsdepauvres, et Lowssa avec qui il entretient un lien amical depuis plus de 5 ans.

## Discographie

### EPs personnels
2020: Interlude.1.9

#### 2020: Off
1.Off
2.Compliqué
3.Ce soir (feat. Rodbloc)
4.Shelter
5.Obsolète
6.Routine
7.Copacabana
8.Vu d'en haut
9.Kylie Jenner (feat. Esso Luxueux) 
10.Pleine lune
11.5h54

#### 2021: Offshore
1. Météo
2.Schémas monotones
3.20 000 (feat. Alpha Wann)
4.E.D.G.E.
5.LBMLB
6.Plata 
7. Waze (feat. Enfantsdepauvres)
8.Palace (feat. Jäde)
9.Datcha
10.Dilemme (feat. La Fève)
11.Pieux
12.Millésime (feat. Lowssa)
13.100 pas
14.Des nuages à la terre.

2024: JANVIER...
1.Derniers temps
2.Gold Blooded
3.Tracy Chapman (feat. thaHomey)
4.Ohlavie
5.Elixir
6.Diamant (feat. Enfantsdepauvres)
7.Pas pour rien
8.De janvier...

### Projet collaboratif

#### 2021: Private club:Jazzy Bazz, Esso Luxueux, et Edge
1.Montecristo
2.Non-Stop
3.Fascinant
4.Private Club
5.Innocent
6.Interlude
7.Mauvais
8.Fortuné
9.Certifié
10.Magma
11.Hier encore

#### 2022: EN LESGUILL: Edge, Ratu$
1  .LESSGOO/LETSGUILL
2  .7/7
3  .HORS BORD
4  .CETTE NUIT
5  .J'ADORE
6  .LA NOYADE
7  .CASTING
8  .CDG
9  .TWERK
10 .SBTR/GLDSTN
11 .ADDICTIONS